# 丸子橋

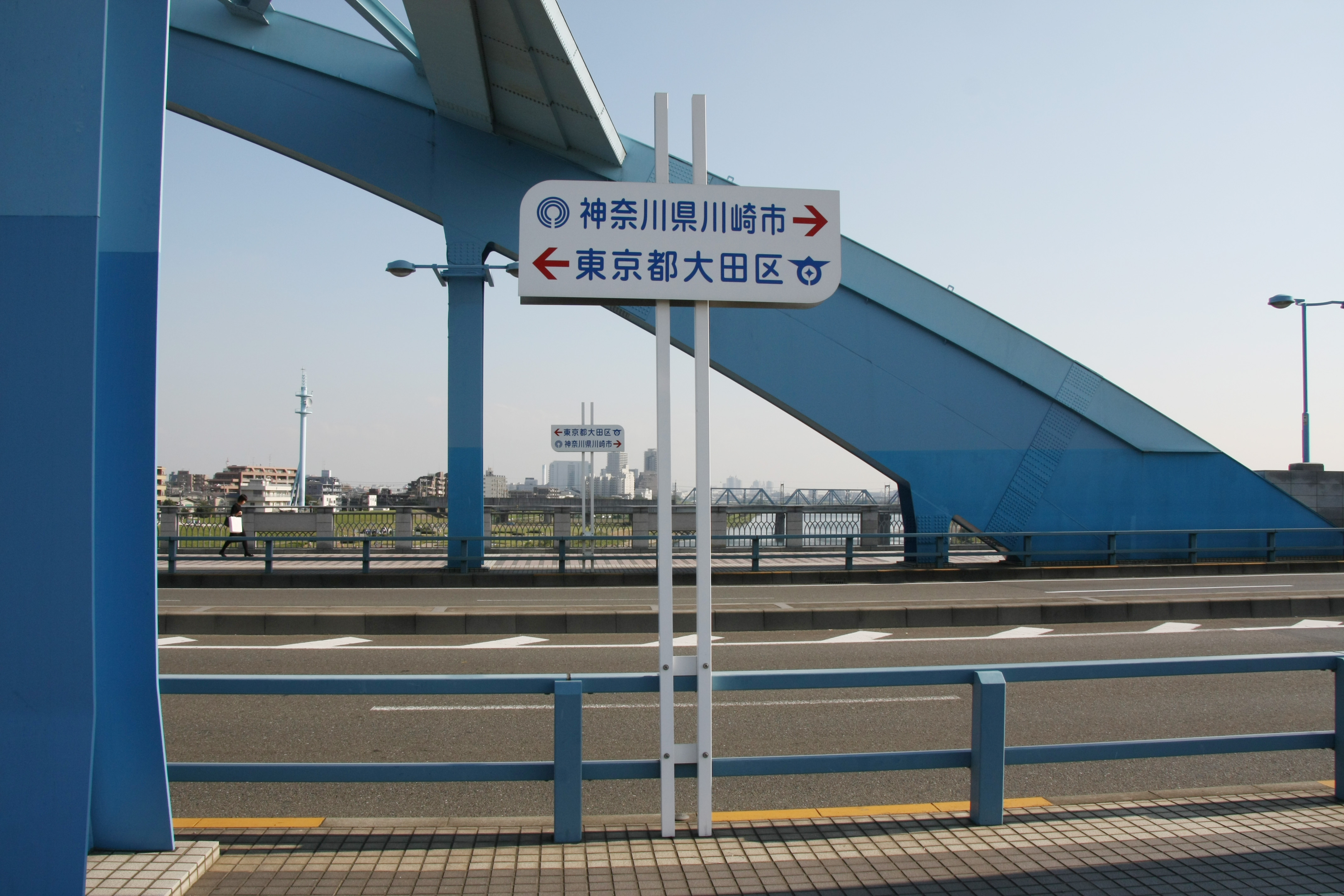
丸子橋上の東京都と神奈川県の県境。

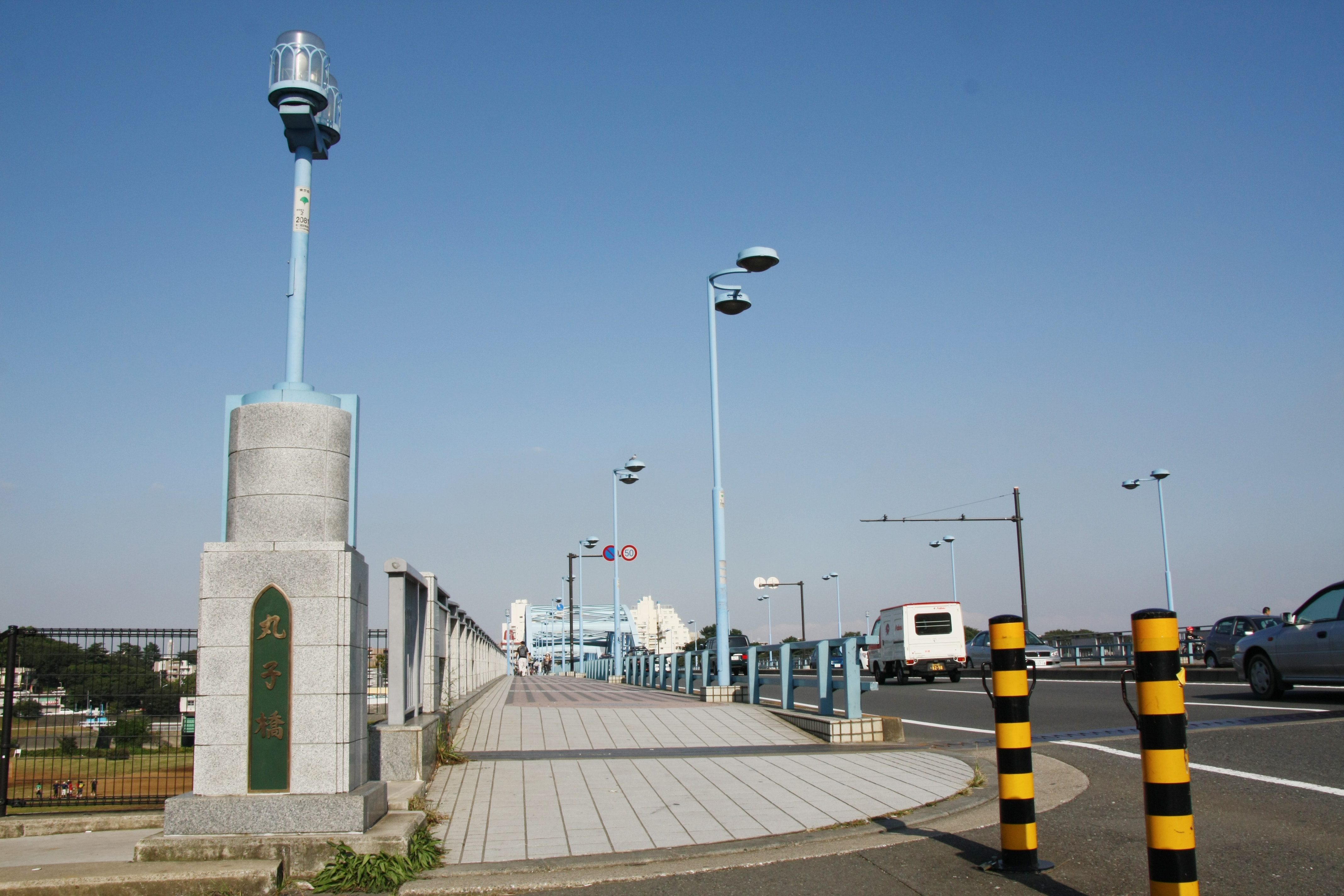
川崎市側から見る橋上。

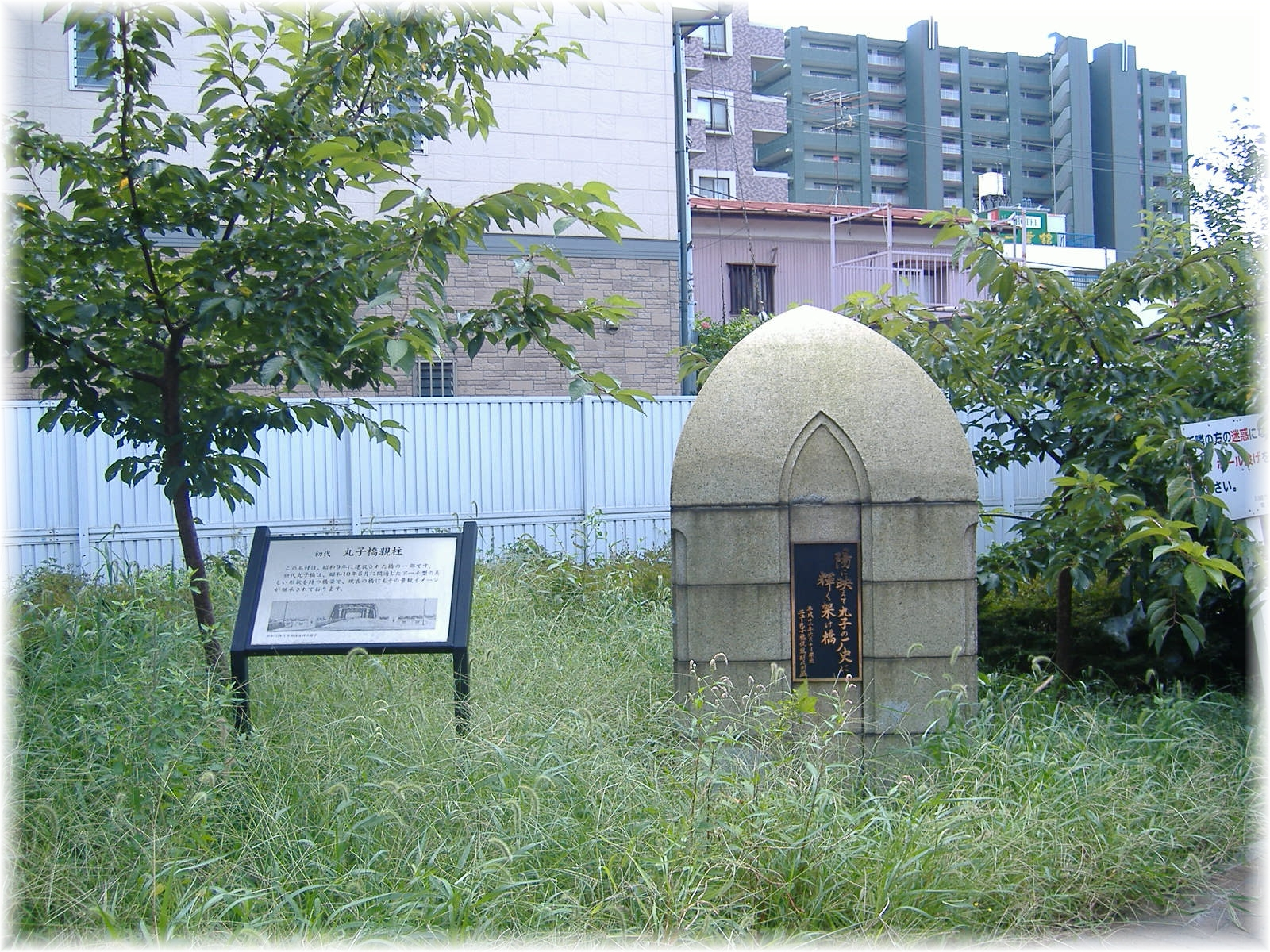
初代丸子橋の親柱

丸子橋（まるこばし）は、多摩川下流にかかる、主要地方道東京都道・神奈川県道2号東京丸子横浜線（中原街道）の橋梁である。

## 概要
東京都大田区田園調布本町と神奈川県川崎市中原区上丸子八幡町の間に架けられている。丸子橋の管理は東京都が行う。
河口から13.0 kmの位置にあり、鉄道橋を除けばガス橋と二子橋の中間にあたる。
橋の間に東京都と神奈川県の都県境がある。片側2車線道路で、中原街道が上を通っている。近接して上流側に東急東横線・東急目黒線の東急東横線多摩川橋梁、下流側に東海道新幹線の東海道新幹線多摩川橋梁の二つの鉄道専用橋があり、丸子橋はこの二つの橋にはさまれる形で架かっている。
初代の橋は1934年（昭和9年）に建設され、その後、2000年（平成12年）に現在の橋に架け替えられた。
初代の橋はリズミカルなアーチが組み合わされた姿が特徴で、1990年（平成2年）にかながわの橋100選に選ばれた。

### 構造諸元
- 現橋（2代目）
  - 延長405.6m、車道幅員17.0m、歩道幅員4.0m×2[2]
  - 構造は鋼ローゼ（2連）＋3径間連続PC箱桁橋[2]。
- 初代橋
  - 延長397m[1]
  - 鋼トラス式タイドアーチ橋3連 + 鉄筋コンクリート上路式アーチ橋10連[1]

## 沿革

### 架橋
丸子橋は、丸子の渡しがあった場所からおよそ200メートル上流に中原街道の新橋として、1934年（昭和9年）に完成した。完成当時は片側一車線道路の橋で、その後、老朽化と交通量増大に対応するため、東京都と川崎市が共同で架け替え事業に着手し、2000年（平成12年）5月に片側2車線の新しい橋への架け替えが完成した。これが現在の丸子橋である。
2002年（平成14年）に丸子橋北詰付近にアザラシのタマちゃんが出現し、マスコミで取り上げられ、見物客も訪れ賑わった。
様々なテレビドラマ等のロケ地としてよく使用される。丸子の渡しに通じていた中原街道旧道の坂道部分は桜坂と名付けられ（大田区田園調布本町）、歌謡曲にも取り上げられて桜の名所となっている。

### 丸子の渡し
古代から多摩川のこの地に丸子の渡しと呼ばれる渡し舟が存在した。武蔵国の荏原郡と橘樹郡との境界を多摩川が流れ、この地点が両郡の交通接点だった。古代の東海道もこの渡しで通過することとなった（771年以降）。府中市史によると承和2年（835年）には既に運航されていたとの記述がある。
東京方面への唯一の交通機関だったが、悪天候の日には運航中止となるため、1884年（明治17年）から橋の建設のための運動が行われた。
その後、架橋により丸子の渡しは1934年（昭和9年）12月に廃止された。2006年に地域住民により「丸子の渡し復活協議会」が結成され、2014年から年に一度「丸子の渡し」を再現するイベントが開催されている。

## 近隣の橋
- 多摩川
  - （上流）東急田園都市線多摩川橋梁 - 多摩川橋（第三京浜道路） - （調布取水堰） - 東急東横線多摩川橋梁 - 丸子橋 - 東海道新幹線多摩川橋梁 - 品鶴線多摩川橋梁 - ガス橋 - （下流）